# Viatges amb la tieta
Viatges amb la tieta (títol original en anglès,Travels with My Aunt) és una novel·la de l'escriptor britànic Graham Greene publicada el 1969 i traduïda a diversos idiomes.
El llibre es considera una de les novel·les més lleugeres del prolífic escriptor britànic, no pas pels seus propis temes –la vellesa, la mort, els viatges i les relacions familiars–, sinó perquè Greene va optar per tractar-los amb perspectives còmiques i humorístiques. El mateix Greene escriu a les seves memòries: "Aquest és l'únic llibre que he escrit només per divertir-me".
La història segueix les aventures de Henry Pulling, un empleat de banca solter i jubilat anticipadament, i la seva tieta Augusta, una dona de més de 70 anys que ha tingut una vida excèntrica i desinhibida i que intenta treure al seu ensopit nebot de la seva tranquil·la existència a Southwood. Tots dos junts recorren tot Europa amb l'Orient Express i arriben fins al Paraguai submergits en un món d'aventures, crims i detalls poc convencionals del seu passat.

## Personatges
L'argument gira al voltant de dos personatges principals: en Henry Pulling i la tieta Augusta.
- Henry Pulling: Un home en la cinquantena que ha treballat tota la seva vida en un banc del qual se n'ha jubilat anticipadament quan aquest ha estat absorbit. Amb una pensió adequada i una gratificació gens menyspreable, no s'ha casat mai i viu una vida metòdica i ordenada dedicada a les seves dàlies. Al llarg dels seus viatges amb la tieta Augusta, en Henry se sent cada cop més atret per aquestes noves aventures i acaba abandonant la seguretat i predictibilitat d'Anglaterra per aquesta nova existència al costat de la seva tieta.
- La tieta Augusta és el contrari d'en Henry. És un personatge rebel i amoral que viu la vida al màxim entre petites estafes i aventures amoroses que no dubta en explicar i descriure fervorosament al seu nebot durant els seus viatges. Els més destacats d'aquests embolics amorosos van ser el que va tenir amb el pare d'en Henry, del qual en va resultar el mateix Henry, i el que va tenir amb el senyor Visconti a Itàlia. Mentre que en Henry viatja de la seguretat a l'aventura, la tieta Augusta fa un doble viatge per reconnectar amb en Henry, el fill que ara pot conèixer ja que la seva mare ha mort, i amb el senyor Visconti, l'amant amb el qual més desitja retrobar-se.

A més d'en Henry i la tieta Augusta, hi han dos personatges secundaris importants.
- Wordsworth: El company de la tieta Augusta quan en Henry la coneix. Mentre que la tieta és el centre amoral de la novel·la, en Wordsworth n'és el centre moral. Té una gran devoció per la tieta Augusta i farà tot el que ella vulgui. Fins i tot l'acompanya fins al Paraguai on l'ajuda a retrobar-se amb el senyor Visconti. La seva moralitat i mort final fa de contrapunt a la vida passional i descontrolada de la tieta Augusta.
- Senyor Visconti: És el gran amor de la tieta Augusta. Visconti era un estafador abans de la Segona Guerra Mundial, que després va ajudar els nazis, concretament a Goering, a saquejar art de rics italians. Després de la guerra, va fugir com a criminal de guerra. Mai no es lamenta de les seves actuacions amb els nazis, i tot i que en Henry se sent finalment viu en el moment en què fa carrera com a contrabandista amb en Visconti, el seu passat nazi està dissenyat per posar en dubte la saviesa del darrer moviment d'en Henry, abandonant la seva vida avorrida i segura i escollint la vida d'aventura de la tieta Augusta.

La pel·lícula de George Cukor va canviar el final de la història, fent que la tieta Augusta escollís al lleial Wordsworth en comptes del traïdor Visconti.

## Adaptacions
La novel·la va ser adaptada al cinema el 1972, amb grans llicències de la història original, pels guionistes Jay Presson Allen i Hugh Wheeler, dirigida per George Cukor i protagonitzada per Maggie Smith i Alec McCowen.
El guionista i actor britànic Giles Havergal en va escriure una versió teatral que es va presentar per primer cop al Citizens Theatre de Glasgow el 10 de novembre de 1989. Aquesta versió teatral es va reduir a un sol acte de 50 minuts (amb permís de Havergal) que la Backwell Playhouse Theatre Company va presentar el 21 de febrer de 2015 al Avon Association of Art One Act Festival.
També n'hi ha una adaptació de la BBC Radio de René Basilico amb Charles Kay i Hilda Bracket com a protagonistes.
El 2016 se'n va fer una adaptació musical protagonitzada per Patricia Hodge.

## Edicions en català
- Viatges amb la tieta, traduït per Dolors Udina i publicat el 2014 per Viena Edicions en la seva col·lecció «El cercle de Viena».